# Onegabusen
Der Onegabusen (russisch Онежская губа/Oneschskaja guba oder Онежский залив/Oneschski saliw, auch Onegabucht) ist eine Meeresbucht des Weißen Meeres in Nordwestrussland.

## Geografie
Der Onegabusen ist neben dem Dwinabusen, dem Mesenbusen und der Kandalakscha-Bucht eine der vier großen Buchten des Weißen Meeres und zugleich die südlichste dieser Buchten. Der Busen erstreckt sich vom Mündungsdelta des Flusses Onega, bei der gleichnamigen Stadt Onega, bis zu den in ihm befindlichen Solowezki-Inseln. Im Osten wird der Onegabusen durch die Onega-Halbinsel begrenzt. In dem 185 Kilometer langen und zwischen 50 und 100 Kilometer breiten Busen befinden sich zahlreiche kleine Inseln. Neben den Solowezki-Inseln, welche die größten Inseln des Onegabusens sind, gehören die Inseln Mjagostrow (Мягостров), Chedostrow (Хедостров) und Kondostrow (Кондостров) zu den größten Inseln der Bucht.
Die Insel Kondostrow wird von weiteren kleinen Inseln umgeben, die als Sumski-Schären (Сумские шхеры) bezeichnet werden. Zudem befindet sich im Onegabusen die Ki-Insel, welche durch ihre Klosteranlage bekannt ist.
Im Westen des Onegabusens bei der Stadt Belomorsk befindet sich das nördliche Ende des Weißmeer-Ostsee-Kanals, der das Weiße Meer mit dem Onegasee verbindet und Teil des Weißmeer-Ostsee-Wasserweges nach Sankt Petersburg ist. Neben der Onega münden auch die großen Flüsse Kem (bei der Stadt Kem) und Wyg (nahe Belomorsk) in den Onegabusen.
Die durchschnittliche Wassertiefe des Onegabusens liegt bei 16 Metern und die maximale bei 36 Metern. Der Tidenhub beträgt bis zu 2,72 Meter. Im Winter friert der Onegabusen für sechs Monate (185 Tage) zu.
Auf Verwaltungsebene gehört der Onegabusen zur Oblast Archangelsk und der Republik Karelien. Der östliche Küstenabschnitt des Busens, der den Südwesten der Onega-Halbinsel umfasst, wird als Oneschski bereg (Онежский берег) bezeichnet und liegt im Rajon Onega. An diesen Abschnitt schließt sich nördlich des zum Rajon Onega gehörigen Dorfes Ljamza der Küstenabschnitt Ljamezki bereg (Лямецкий берег) an. Dieser Bereich des Onegabusens gehört im äußersten Norden zum Rajon Primorsk. Beide Küstenabschnitte sind Teil der Oblast Archangelsk. Der südwestliche Küstenabschnitt des Onegabusens wird als Pomorski bereg (Поморский берег) bezeichnet und gehört zum Rajon Kem (im Norden) sowie dem Rajon Belomorsk (im Süden) der Republik Karelien.